# Ave Regina Caelorum

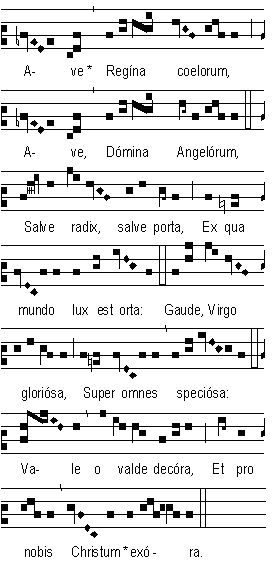

Het Ave Regina Caelorum is een van de vier traditionele Maria-antifonen. De andere drie zijn Alma Redemptoris Mater, Regina Caeli en Salve Regina.

## Achtergrond
Zoals alle Maria-antifonen wordt het gezongen in een bepaalde periode van het Kerkelijk jaar, en wel van Maria Lichtmis (2 februari) tot Witte Donderdag. Het wordt gezongen tijdens het koorgebed ter afsluiting van de completen.
Het is niet duidelijk wie de tekst heeft geschreven. Men neemt aan dat ze uit de 12e eeuw stamt. Als auteurs worden wel genoemd: Bernardus van Clairvaux en Herman van Reichenau. Het was Paus Clemens VI die deze hymne in de 1e helft van de 14e eeuw aan de Getijden toevoegde.

## Tekst
| Latijn                                                | Nederlands                                                                  |
| ----------------------------------------------------- | --------------------------------------------------------------------------- |
| Ave, Regina Caelorum, Ave, Domina Angelorum:          | Wees gegroet, Hemelkoningin, Wees gegroet, vorstin van de Engelen.          |
| Salve, radix, salve, porta Ex qua mundo lux est orta: | Heil U, wortel; Heil U, poort waaruit het licht voor de wereld is opgegaan. |
| Gaude, Virgo gloriosa, Super omnes speciosa,          | Verheug U, glorierijke Maagd, die bovenal lieflijk zijt.                    |
| Vale, o valde decora, Et pro nobis Christum exora.    | Gegroet, Gij wonderschone, en wees onze voorspraak bij Christus.            |

## Muziek
Oorspronkelijk werd dit gezang a capella in de Gregoriaanse traditie gezongen. Later zijn ook meerstemmige versies voor koor gemaakt, zoals door Guillaume Dufay (1397-1474), Pierre de la Rue (1460-1518), Giovanni Pierluigi da Palestrina (1525-1594), Tomás Luis de Victoria (1548-1611), Francesco Suriano (1549-1620), Chiara Margarita Cozzolani (1602-1678), Anton Bruckner (1824-1896) en Louis Toebosch (1916-2009).
Dufay en De Victoria componeerden elk een Missa Ave Regina caelorum.